# 水戸市立上中妻小学校
水戸市立上中妻小学校（みとしりつ かみなかづましょうがっこう）は、茨城県水戸市大塚町にある公立小学校。

## 沿革
- 1873年（明治6年）8月 - 大塚村の山田玄弘氏居宅に小学校を開き、大足小学校分校となる。
- 1874年（明治7年） - 大塚小学校と改称。
- 1878年（明治11年）11月1日 - 山田玄弘氏宅地内に校舎新築する。
- 1883年（明治16年） - 初等大塚小学校と改称。
- 1886年（明治19年）12月 - 河和田尋常小学校に統合される。
- 1887年（明治20年）2月 - 河和田小学校分教場を旧校舎に開き大塚の児童を収容。
- 1889年（明治22年）9月7日 - 上中妻小学校と改称。大塚、加倉井、飯島、金谷の児童を収容。
- 1897年（明治30年）9月1日 - 大塚新地に校舎を新築し、移転する。
- 1917年（大正6年）10月 - 旧校舎が、暴風雨により倒壊し、改築する。
- 1925年（大正14年）4月 - 高等科を設置し、上中妻尋常高等小学校と改称。
- 1941年（昭和16年）4月1日 - 国民学校令により、上中妻国民学校と改称。
- 1947年（昭和22年）4月1日 - 学制改革により、東茨城郡上中妻村立上中妻小学校と改称。
- 1955年（昭和30年）4月 - 合併により、東茨城郡赤塚村立上中妻小学校と改称。
- 1958年（昭和33年）
  - 4月1日 - 合併により、水戸市立上中妻小学校と改称。
  - 5月1日 - 校舎竣工。
- 1959年（昭和34年）7月1日 - 校舎増築竣工。
- 1979年（昭和54年）11月24日 - 上中妻小学校移転新築促進会発足。
- 1985年（昭和60年）
  - 3月31日 - 新校舎竣工し、移転。
  - 4月6日 - 新校舎での始業式。
- 1989年（平成元年）
  - 4月28日 - 上中妻小学校教育後援会発足。
  - 10月31日 - 上中妻小学校100周年記念式典挙行。

## 学区
- 飯島町・大塚町・加倉井町・金谷町

## アクセス
- 高速バス「みと号」・「TMライナー」・「北関東ライナー」[1]及び茨城交通の路線バス「74系統 水戸駅 - イオンモール水戸内原線」・「水戸駅 - 双葉二丁目線」・「赤塚駅 - 双葉二丁目線」で、「双葉台団地入口」バス停下車後、徒歩約480m・約8分。
- 常磐自動車道水戸ICから、車で約1.2km・約2分。

## 周辺
- 鹿島神社
- 上中妻市民運動場
- 大塚農民館